# Vicinity of Obscenity
«Vicinity of Obscenity» es una canción de la banda System of a Down, proveniente del álbum Hypnotize. Fue lanzada como sencillo promocional en mayo de 2006, para promover la versión digital del sencillo «Lonely Day», lanzado en el Reino Unido el 29 de mayo de 2006.

## Composición
Serj Tankian, compositor de la canción, declaró que la letra está inspirada en el dadaísmo.
En el pódcast Last Meals de Josh Scherer, Tankian dijo con respecto a la letra: «me gusta crear relaciones entre cosas que no tienen una relación preexistente. Estaba pensando en un plátano… No sé cómo se me ocurrió. Pastel de terracota con plátano (Banana terracotta pie)». Tankian recordó que al productor de la banda, Rick Rubin, no le gustó la letra cuando escuchó la canción en un ensayo por primera vez. Sin embargo, cuando comenzaron a grabar el tema, cambió de parecer y se convirtió en una de sus favoritas del álbum. El vocalista luego afirmó que las tonterías en algunas de las canciones de System of a Down, hacen que su música sea «más aceptable». «Si sólo predicas, nadie te va a escuchar», explicó.

## Lista de canciones
| CD promocional |                         |          |  |
| N.º            | Título                  | Duración |  |
| 1.             | «Vicinity of Obscenity» | 2:51     |  |
| 2.             | «Lonely Day»            | 2:47     |  |

| iTunes EP |                                           |          |  |
| N.º       | Título                                    | Duración |  |
| 1.        | «Vicinity of Obscenity»                   | 2:51     |  |
| 2.        | «Lonely Day»                              | 2:48     |  |
| 3.        | «Shame» (System of a Down y Wu-Tang Clan) | 2:40     |  |
| 4.        | «Snowblind» (Black Sabbath cover)         | 4:40     |  |
| 5.        | «Metro» (Berlin cover)                    | 2:59     |  |